# Winkler (családnév)
A Winkler német családnév. Németországban az 57. leggyakoribb családnév.

## Híres Winkler nevű személyek
- Winkler Barnabás (1946) építész, akadémikus, a művészetek doktora
- Winkler Dezső (1901–1985) magyar gépészmérnök
- Winkler Gábor (1941–2015) magyar építész, egyetemi tanár
- Winkler Gyula (1964) romániai magyar politikus
- Winkler István (1958) magyar pszichológus
- Winkler János (1954) magyar üzletember, az E.ON Hungária Zrt. igazgatósági tagja
- Winkler József (1898–?), magyar válogatott labdarúgó, kapus, csatár
- Josef Winkler (1953) osztrák író
- Karl Winkler (1882–?), német nemzetközi labdarúgó-játékvezető
- Winkler Lajos (1863–1939) magyar kémikus, gyógyszervegyész, az MTA tagja
- Winkler Nóra (1972–) magyar rádiós és televíziós műsorvezető
- Winkler Oszkár (1907–1984) magyar építészmérnök, a műszaki tudományok kandidátusa, egyetemi tanár
- Winkler Róbert (1900–1971) magyar válogatott labdarúgó, csatár, fedezet, majd edző
- Winkler Róbert (1968) magyar újságíró, rockzenész, televíziós műsorvezető
- Tiberius Cornelis Winkler (1822–1897) holland anatómus, zoológus, természettudós